# Phanaspa namaqualis
Phanaspa namaqualis là một loài bướm đêm trong họ Erebidae.